# Victory Salute
Victory Salute (en español: Saludo a la Victoria), comúnmente conocido como Olympic Black Power Statue (Estatua Olímpica del Poder Negro), es un monumento que representa el saludo del Poder Negro en los Juegos Olímpicos de 1968 realizado por los atletas afroestadounidenses Tommie Smith y John Carlos. El monumento consta de dos estatuas de fibra de vidrio cubiertas con azulejos de cerámica, sobre una base de hormigón diseñada para emular el podio olímpico. Fue creado en 2005 por el artista portugués Rigo 23 y está instalado en el campus de la Universidad Estatal de San José, en San José, California, Estados Unidos.

## Historia

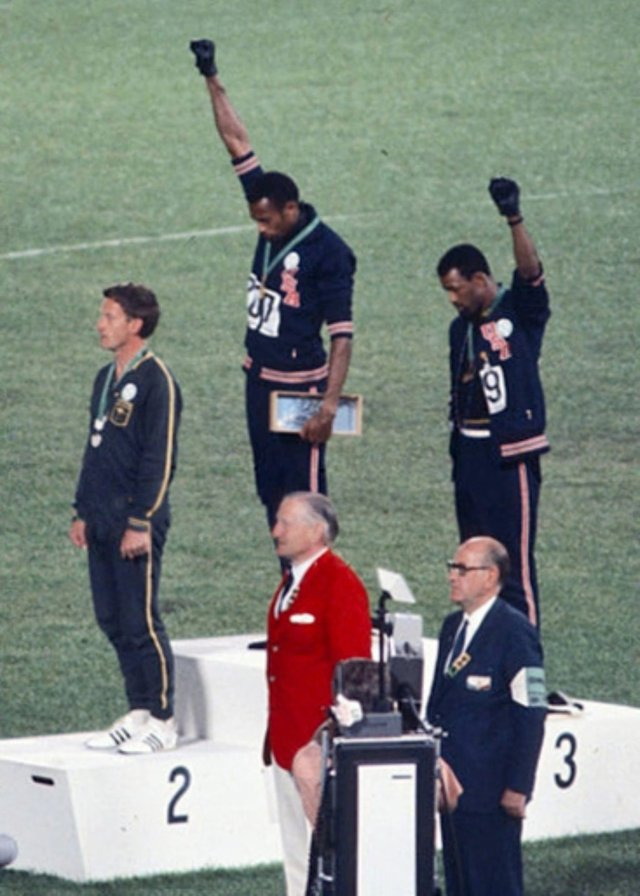
La foto recreada por Victory Salute.

En 1968, como miembros de la era del atletismo Speed City del estado de San José, Tommie Smith y John Carlos compitieron en los Juegos Olímpicos de México 1968. Después de ganar medallas de oro y bronce respectivamente, el dúo levantó un saludo al poder negro mientras sonaba «The Star-Spangled Banner», que se convirtió en uno de los actos de protesta más definitorios del movimiento por los derechos civiles. A pesar de la desaprobación de la protesta entre el público en general, el presidente de la Universidad Estatal de San José,  Robert D. Clark, expresó su apoyo al acto.
En el invierno de 2002, Erik Grotz, estudiante de San José State, inició un proyecto para honrar a Smith y Carlos en su alma mater; «Uno de mis profesores [Cobie Harris] estaba hablando de héroes anónimos y mencionó a Tommie Smith y John Carlos. Dijo que estos hombres habían hecho algo valiente para promover los derechos civiles y, sin embargo, nunca habían sido honrados por su propia escuela». Grotz trabajó con el presidente del Departamento de Arte, el Dr. Robert Milnes, para crear una maqueta para presentarla a la junta de Estudiantes Asociados de la Universidad, quien aprobó el proyecto el 11 de diciembre de 2002 y comenzó a recaudar fondos.
Los Estudiantes Asociados recaudaron más de 300 000 dólares para el proyecto e inicialmente pretendían que la estatua se colocara junto a la ahora antigua ubicación de la Casa Scheller, en el Paseo de San Carlos. Sin embargo, el proyecto se trasladó al césped adyacente al Tower Hall y al Robert D. Clark Hall para estar en una ubicación más central en el campus y honrar el apoyo del presidente Clark a la protesta. El 16 de octubre de 2003, 35.º aniversario de la protesta, el artista portugués Rigo 23 fue anunciado como el escultor del proyecto.
Victory Salute se montó a principios de octubre de 2005, y se dio a conocer al público el 17 de octubre de 2005, atrayendo a cientos de asistentes. Se llevó a cabo una mesa redonda con Smith y Carlos, así como el medallista de plata Peter Norman, el velocista de la era Speed City Lee Evans y el entrenador en jefe Payton Jordan. La vicealcaldesa de San José, Cindy Chávez, el presidente del estado de San José, Don W. Kassing, y el actor Delroy Lindo, pronunciaron discursos adicionales, seguidos de doctorados honoris causa otorgados a Smith y Carlos. La estatua fue inaugurada durante una representación de «The Star-Spangled Banner», reflejando la protesta original.
En enero de 2007, History San Jose inauguró una nueva exposición llamada Speed City: From Civil Rights to Black Power, que cubre el programa deportivo del estado de San José. La exhibición se centró en el programa atlético del estado de San José y destacó cuántos estudiantes atletas del programa Speed City obtuvieron reconocimiento mundial durante los movimientos de derechos civiles y Black Power.
En 2008, después de que los críticos argumentaran que Victory Salute no brindaba a los espectadores desconocidos el contexto histórico apropiado, se agregó una placa frente a la estatua.
En 2022, los estudiantes y profesores del estado de San José incorporaron Victory Salute en su proyecto Arte público como resistencia.

## Diseño
Victory Salute fue la primera escultura de Rigo 23, pero quería que la estatua fuera un «trabajo de amor». Para esculpir correctamente la musculatura, realizó escaneos 3D de cuerpo completo de Smith y Carlos. La firma de Rigo 23 está en la parte trasera del zapato de Smith y el año 2005 está en el zapato de Carlos.
Los rostros de las estatuas fueron representados de manera realista y poniendo énfasis en la emoción de los atletas. Fueron construidos con fibra de vidrio sobre soportes de acero y cubiertos con baldosas de cerámica, sus pantalones deportivos y chaquetas forman un mosaico de baldosas de cerámica de color azul oscuro, con detalles rojos y blancos en las rayas de los trajes deportivos.
Peter Norman pidió ser excluido del monumento, para que los visitantes pudieran participar colocándose en su lugar y sintiendo lo que él sentía. Norman dijo: «Cualquiera puede levantarse y defender algo en lo que cree. Supongo que eso lo dice todo». Hay una placa en el lugar vacío que dice «El compañero atleta australiano Peter Norman se mantuvo aquí en solidaridad; tome una posición».
|                                        |
| La parte de John Carlos de la estatua. |

| |
| Un primer plano de la estatua de John Carlos, que muestra el mosaico de la estatua y la insignia del Proyecto Olímpico de Derechos Humanos que llevan los tres atletas. |

|                                                              |
| El lugar intencionalmente vacío de Peter Norman en el podio. |

## Uso como espacio de protesta
Debido a que Victory Salute representa un acto de protesta durante el movimiento por los derechos civiles, así como su proximidad al Ayuntamiento de San José (a menos de 0,3 millas de distancia), la estatua y el césped circundante han sido puntos focales de las protestas en San José.

### Protestas de Black Lives Matter de 2020
El 5 de junio de 2020, después de la muerte de George Floyd y las consiguientes protestas Black Lives Matter, se llevó a cabo una protesta en Victory Salute con los manifestantes levantando los puños, reflejando la protesta de 1968. El 1 de septiembre de ese año, los estudiantes atletas del estado de San José organizaron una protesta que comenzó con los atletas dando discursos en Victory Salute, seguido de una marcha hacia el Ayuntamiento.

### 2024 protestas y campamento propalestinos

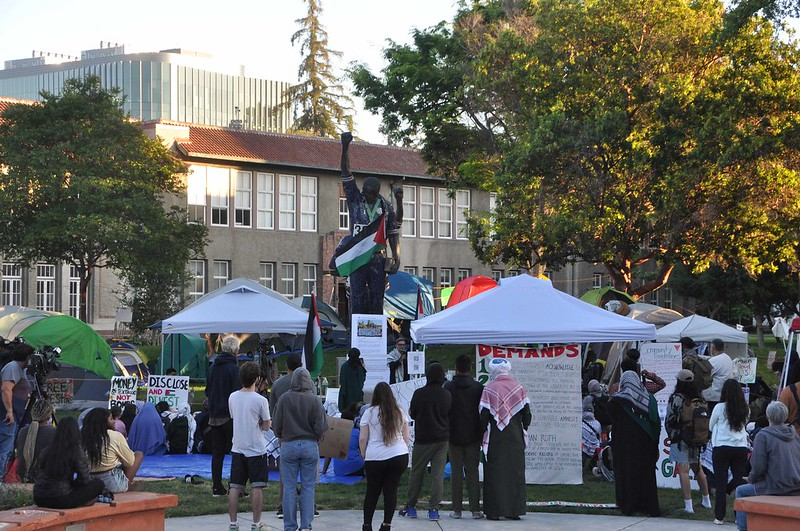
El campamento propalestino de 2024 en torno al Victory Salute.

El 12 de octubre de 2023, después del ataque liderado por Hamás contra Israel y la posterior guerra Israel-Gaza, el capítulo del estado de San José de Estudiantes por la Justicia en Palestina organizó una protesta que consistió en discursos pronunciados en Victory Salute, seguidos de una marcha alrededor del campus.
En abril de 2024, tras la ocupación del campus de la Universidad de Columbia, los estudiantes que protestaban comenzaron a exigir que el estado de San José desinvirtiera de Israel por su presunto genocidio de palestinos. La junta de Estudiantes Asociados de la universidad adoptó por unanimidad una medida para boicotear a las empresas de Silicon Valley involucradas en actividades proisraelíes el 24 de abril.
Las protestas continuaron en el campus, cuando el 13 de mayo se estableció un campamento en el césped alrededor de Victory Salute. Una de las demandas del campamento fue el despido del profesor de historia Johnathan Roth después de un altercado físico entre él y un manifestante propalestino en febrero de 2024. El 14 de mayo, la Universidad se comunicó con los manifestantes acerca de sus demandas, pero afirmó que el campamento debía ser disuelto antes de que comenzaran las finales el 15 de mayo. Además, la Universidad emitió una declaración firmada conjuntamente por Tommie Smith, John Carlos, el activista Harry Edwards y el activista Ken Noel que expresaba su desaprobación por el campamento en torno a Victory Salute. Rigo 23 emitió un comunicado apoyando el campamento y pronunció un discurso en el campamento.
El 21 de mayo, los manifestantes se reunieron con la presidenta de la Universidad, Cynthia Teniente-Matson, y la vicepresidenta interina de Asuntos Estudiantiles, Mari Fuentes-Martin, para discutir las demandas de los manifestantes. Teniente-Matson sugirió la creación de un consejo asesor estudiantil compuesto por estudiantes de organizaciones estudiantiles de Medio Oriente que trabajarían con los profesores para abordar las preocupaciones sobre las asociaciones universitarias con Israel. Tras estas conversaciones, el campamento fue desmantelado el 23 de mayo.